# (5099) Iainbanks
(5099) Iainbanks – planetoida z pasa głównego asteroid okrążająca Słońce w ciągu 3 lat i 335 dni w średniej odległości 2,48 au. Odkrył ją Henri Debehogne 16 lutego 1985 roku w Obserwatorium La Silla. Nazwa planetoidy pochodzi od Iaina Banksa (1954–2013) – szkockiego pisarza najbardziej znanego z cyklu powieści science fiction o Kulturze, utopijnym społeczeństwie powszechnej obfitości. Przed nadaniem nazwy planetoida nosiła oznaczenie tymczasowe (5099) 1985 DY1.